# آخرین مسافر
آخرین مسافر فیلم دلهره‌آور بریتانیایی محصول سال ۲۰۱۳ به کارگردانی امید نوشین است. نوشین نامزد دریافت جایزه Hickox داگلاس برای بهترین کارگردانی در جشنواره جایزه فیلم مستقل بریتانیایی شد.

## دربارهٔ فیلم
«آخرین مسافر» فیلم پرهیجان و دلهره‌آور به کارگردانی امید نوشین است. فیلم با شرکت کارا توینتون و دوگری اسکات از یک روز معمولی و مکالمه بین یک زن و مرد غریبه مسافر قطار شروع می‌شود. ماجرا در پی از خط خارج شدن این قطار شهری با مسافران معمولی وارد مرحله تازه‌ای می‌شود.

اسکات بازیگر می‌گوید: «قدیمی بودن سبک فیلم برای من جالب بود، منظورم قدیمی بودن با بار خیلی مثبت است، نه منفی. گاهی دلمان برای فیلم‌های سبک قدیمی که تمرکزش روی داستان و شخصیت پروری است تنگ می‌شود. آخرین مسافر، مثل فیلم‌های آلفرد هیچکاک روی شخصیت سرمایه‌گذاری می‌کند و سرنوشت این شخصیت‌ها برای مخاطب مهم می‌شود.»

امید نوشین کارگردان، برای واقعی نشان دادن حوادث، فیلم را در واگن‌های واقعی قطار و در استودیو ساخته است.